# Lars Gyllensten
Lars Johan Wictor Gyllensten (Stoccolma, 12 novembre 1921 – Stoccolma, 25 maggio 2006) è stato uno scrittore e istologo svedese.

## Biografia
Esordì nel 1946 con la parodica Camera obscura, raccolta poetica che si dileggiava della corrente modernista. La produzione successiva vide come tema principale il fallimento dei grandi ideali e di coloro che combattono per realizzarli; a questa fase risalgono La morte di Socrate (1960) e Le memorie di Caino (1963).
Nel 1973 pubblicò La grotta nel deserto, primo libro in cui veniva a mancare la visione pessimistica dell'esistenza umana. Membro dell'Accademia di Svezia dal 1966, si dimise nel 1989, anno in cui pubblicò peraltro Proprio così, o forse questo , ironico  commento alle sue opere.